# Eishockey-Weltmeisterschaft der Frauen 2015
Die 18. Eishockey-Weltmeisterschaften der Frauen der Internationalen Eishockey-Föderation IIHF fanden zwischen dem 18. Februar und dem 18. April 2015 in fünf Turnieren der Top-Division sowie der Divisionen I und II statt. Zusätzlich nahmen vier Nationalteams an einem Qualifikationsturnier für die Division II B teil, welches im Februar 2015 in Hongkong ausgetragen wurde.
Der Weltmeister wurde zum sechsten Mal die Mannschaft der Vereinigten Staaten, die im Finale Kanada mit 7:5 bezwang. Die deutsche Mannschaft belegte den letzten Rang und stieg in die Division IA ab, während sich die Schweiz auf Rang sechs platzierte. Das Nationalteam Österreichs erreichte den zweiten Platz in der Division IA und belegte im Gesamtklassement der Weltmeisterschaft den zehnten Rang.

## Teilnehmer, Austragungsorte und -zeiträume
- Top-Division: 28. März bis 4. April 2015 in Malmö, Schweden
Teilnehmer:  Deutschland,  Finnland,  Japan,  Kanada,  Russland,  Schweden,  Schweiz,  USA (Titelverteidiger)

- Division I
  - Gruppe A: 12. bis 18. April 2015 in Rouen, Frankreich
Teilnehmer:  Dänemark,  Frankreich,  Lettland (Aufsteiger),  Norwegen,  Österreich,  Tschechien
  - Gruppe B: 6. bis 12. April 2015 in Peking, Volksrepublik China
Teilnehmer:  Volksrepublik China,  Italien (Aufsteiger),  Niederlande,  Nordkorea,  Ungarn,  Slowakei (Absteiger)

- Division II
  - Gruppe A: 30. März bis 5. April 2015 in Dumfries, Schottland, Großbritannien
Teilnehmer:  Großbritannien,  Kasachstan (Absteiger),  Neuseeland,  Polen,  Südkorea,  Kroatien (Aufsteiger)
  - Gruppe B: 7. bis 13. März 2015 in Jaca, Spanien
Teilnehmer:  Australien (Absteiger),  Belgien,  Island,  Mexiko (Aufsteiger),  Slowenien,  Spanien

- Qualifikation zur Division IIB: 18. bis 21. Februar 2015 in Kowloon, Hongkong
  - Teilnehmer:  Bulgarien,  Hongkong,  Südafrika,  Türkei (Absteiger)

## Top-Division
Die Top-Division der Weltmeisterschaft wurde vom 28. März bis 4. April 2015 in Malmö, Schweden, ausgetragen. Gespielt wurde im Malmö Isstadion (5.750 Plätze) sowie in der Rosengårds Ishall  mit 600 Plätzen.
Am Turnier nahmen acht Nationalmannschaften teil, die in zwei leistungsmäßig abgestuften Gruppen zu je vier Teams spielten. Dabei bildeten die vier Halbfinalisten der Weltmeisterschaft 2013 die Gruppe A. Die japanische Mannschaft sicherte sich ihre Teilnahme über ein Qualifikationsturnier im November 2014, bei dem sie die tschechische Nationalmannschaft mit 2:1 Siegen bezwang. Die Ziffern in Klammern benennen die Platzierungen in der IIHF-Weltrangliste.
| Gruppe A     | Gruppe B        |
| Kanada (1)   | Schweden (5)    |
| USA (2)      | Schweiz (3)     |
| Russland (6) | Deutschland (7) |
| Finnland (4) | Japan (8)       |

### Modus
Nach den Gruppenspielen der Vorrunde qualifizieren sich der Gruppenerste und -zweite der Gruppe A direkt für das Halbfinale. Der Dritte und Vierte derselben Gruppe erreichen das Viertelfinale. In der Gruppe B gilt dies für den Gruppenersten und -zweiten. Die Teams im Viertelfinale bestreiten je ein Qualifikationsspiel zur Halbfinalteilnahme. Der Dritte und Vierte der Gruppe B bestreiten eine Best-of-Three-Runde um den siebten Platz sowie den Abstieg in die Division IA.

### Austragungsorte
| \| Malmö \|                          |
| Austragungsort der Weltmeisterschaft |
| Malmö                                |

| Malmö |

### Vorrunde

#### Gruppe A
| 28. März 2015 16:00 Uhr (Ortszeit) | USA J. Lamoureux-Davidson (4:04) K. Bellamy (11:45) K. Coyne (18:29) H. Knight (46:29) | 4:2 (3:1, 0:1, 1:0) Spielbericht | Kanada B. Jenner (7:23) J. Wakefield (20:57) | Malmö Isstadion, Malmö Zuschauer: 1.724 |

| 28. März 2015 20:00 | Finnland A. Kilponen (24:31) R. Lindstedt (37:29) M. Tuominen (PS) | 3:2 n. P. (0:0, 2:2, 0:0, 0:0, 1:0) Spielbericht | Russland W. Pawlowa (23:31) O. Sossina (34:25) | Malmö Isstadion, Malmö Zuschauer: 329 |

| 29. März 2015 16:00 Uhr | Kanada C. Ouellette (1:05) L. Fortino (7:17) C. Birchard (19:59) M.-P. Poulin (32:25) | 4:0 (3:0, 1:0, 0:0) Spielbericht | Russland | Malmö Isstadion, Malmö Zuschauer: 363 |

| 29. März 2015 20:00 Uhr | USA H. Knight (10:29) H. Knight (18:12) K. Coyne (21:16) H. Brandt (36:18) | 4:1 (2:1, 2:0, 0:0) Spielbericht | Finnland S. Tapani (10:01) | Malmö Isstadion, Malmö Zuschauer: 312 |

| 31. März 2015 12:00 Uhr | Russland O. Sossina (26:57) L. Beljakowa (29:01) | 2:9 (0:1, 2:4, 0:4) Spielbericht | USA J. Lamoureux-Davidson (11:03) H. Knight (22:58) M. Duggan (25:31) J. Lamoureux-Davidson (37:59) H. Brandt (39:15) J. Lamoureux-Davidson (44:16) A. Carpenter (47:55) B. Decker (53:10) H. Knight (57:35) | Malmö Isstadion, Malmö Zuschauer: 349 |

| 31. März 2015 16:00 Uhr | Kanada B. Lacquette (8:56) N. Spooner (11:08) J. Wakefield (36:36) C. Birchard (37:13) E. Clark (54:10) N. Spooner (57:17) | 6:2 (2:1, 2:0, 2:1) Spielbericht | Finnland J. Hiirikoski (12:32) J. Hiirikoski (54:17) | Malmö Isstadion, Malmö Zuschauer: 298 |

| Pl. |          | Sp | S | OTS | OTN | N | Tore  | Punkte |
| 1.  | USA      | 3  | 3 | 0   | 0   | 0 | 17:05 | 9      |
| 2.  | Kanada   | 3  | 2 | 0   | 0   | 1 | 12:06 | 6      |
| 3.  | Finnland | 3  | 0 | 1   | 0   | 2 | 06:12 | 2      |
| 4.  | Russland | 3  | 0 | 0   | 1   | 2 | 04:16 | 1      |

Abkürzungen: Pl. = Platz, Sp = Spiele, S = Siege, OTS = Siege nach Verlängerung (Overtime) oder Penaltyschießen, OTN = Niederlagen nach Verlängerung oder Penaltyschießen, N = Niederlagen

Erläuterungen: Halbfinale, Viertelfinale

#### Gruppe B
| 28. März 2015 12:00 Uhr | Schweden E. Grahm (4:30) E. Grahm (29:36) E. Grahm (49:39) | 3:4 n. P. (1:1, 1:0, 1:2, 0:0, 0:1) Spielbericht | Japan M. Shishiuchi (18:50) A. Nakamura (44:59) C. Ōsawa (46:32) C. Ōsawa (PS) | Malmö Isstadion, Malmö Zuschauer: 2.943 |

| 28. März 2015 14:00 Uhr | Deutschland A.-M.Fiegert (29:36) A. Lanzl (57:23) | 2:5 (0:1, 1:1, 1:3) Spielbericht | Schweiz S. Marty (15:26) J. Marty (38:28) P. Stänz (42:16) S. Marty (50:10) L. Stalder (59:34) | Rosengårds Ishall, Malmö Zuschauer: 129 |

| 29. März 2015 12:00 Uhr | Schweiz P. Stänz (57:55) P. Stänz (59:58) | 2:3 (0:2, 0:0, 2:1) Spielbericht | Schweden E. Grahm (6:24) E. Andersson (18:07) E. Johansson (46:56) | Malmö Isstadion, Malmö Zuschauer: 2,372 |

| 29. März 2015 14:00 Uhr | Japan Y. Adachi (5:27) H. Yoneyama (58:35) | 2:0 (1:0, 0:0, 1:0) Spielbericht | Deutschland | Rosengårds Ishall, Malmö Zuschauer: 108 |

| 31. März 2015 14:00 Uhr | Schweiz A. Müller (13:59) A. Stiefel (30:03) P. Stänz (59:15) | 3:0 (1:0, 1:0, 1:0) Spielbericht | Japan | Rosengårds Ishall, Malmö Zuschauer: 112 |

| 31. März 2015 20:00 Uhr | Deutschland | 0:4 (0:1, 0:2, 0:1) Spielbericht | Schweden A. Borgqvist (0:51) A. Borgqvist (32:50) A. Borgqvist (39:16) A. Borgqvist (55:10) | Malmö Isstadion, Malmö Zuschauer: 1.274 |

| Pl. |             | Sp | S | OTS | OTN | N | Tore  | Punkte |
| 1.  | Schweden    | 3  | 2 | 0   | 1   | 0 | 10:06 | 7      |
| 2.  | Schweiz     | 3  | 2 | 0   | 0   | 1 | 10:05 | 6      |
| 3.  | Japan       | 3  | 1 | 1   | 0   | 1 | 06:06 | 5      |
| 4.  | Deutschland | 3  | 0 | 0   | 0   | 3 | 02:11 | 0      |

Abkürzungen: Pl. = Platz, Sp = Spiele, S = Siege, OTS = Siege nach Verlängerung (Overtime) oder Penaltyschießen, OTN = Niederlagen nach Verlängerung oder Penaltyschießen, N = Niederlagen

Erläuterungen: Viertelfinale, Abstiegsrunde

### Abstiegsrunde
Die Relegationsrunde wurde im Modus „Best-of-Three“ ausgetragen. Hierbei trafen der Dritt- und Viertplatzierte der Gruppe B aufeinander. Die Mannschaft, die von maximal drei Spielen zuerst zwei für sich entscheiden konnte, verblieb in der WM-Gruppe, der Verlierer stieg in die Division IA ab.
| 1. April 2015 18:00 Uhr (Ortszeit) | Japan R. Ukita (39:20) H. Kubo (43:30) H. Yoneyama (69:01) | 3:2 n. V. (0:1, 1:1, 1:0, 1:0) Spielbericht Stand: 1:0 | Deutschland M. Delarbre (7:52) M. Delarbre (25:23) | Rosengårds Ishall, Malmö Zuschauer: 83 |

| 3. April 2015 14:00 Uhr | Deutschland A.-M. Fiegert (34:42) | 1:2 n. V. (0:1, 1:0, 0:0, 0:1) Spielbericht Stand: 0:2 | Japan A. Nakamura (4:01) K. Aoki (62:31) | Rosengårds Ishall, Malmö Zuschauer: 109 |

### Finalrunde

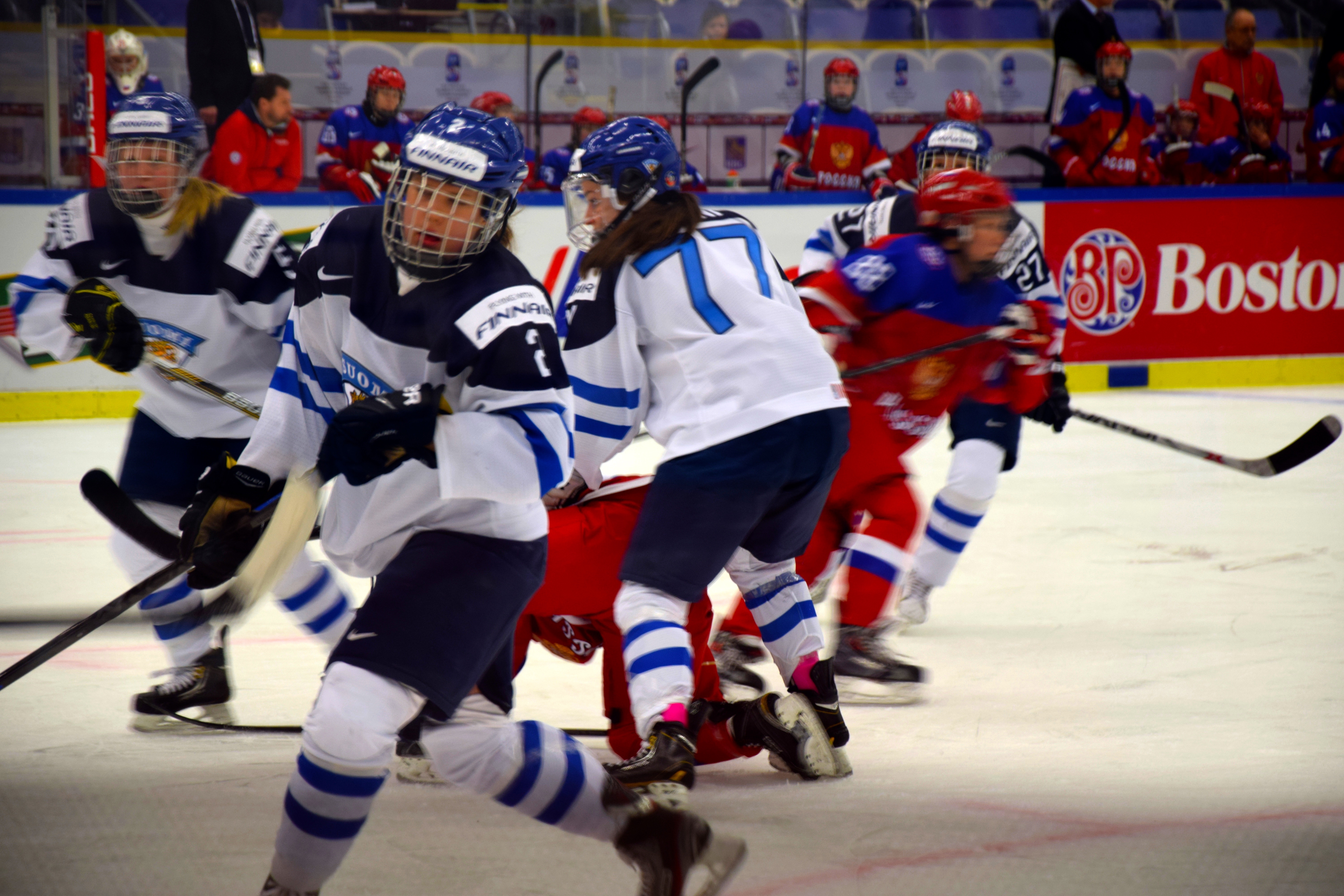
Spielszene aus dem Spiel um Platz 3 – Russland gegen Finnland

|  | Viertelfinale | Viertelfinale | Viertelfinale |  |  | Halbfinale | Halbfinale | Halbfinale |  |    | Finale           | Finale           | Finale           |
|  |               |               |               |  |  |            |            |            |  |    |                  |                  |                  |
|  |               |               |               |  |  | A1         | USA        | 13         |  |    |                  |                  |                  |
|  | A4            | Russland      | 2             |  |  | A4         | Russland   | 1          |  |    |                  |                  |                  |
|  | B1            | Schweden      | 1             |  |  |            |            |            |  | A1 | USA              | 7                |                  |
|  |               |               |               |  |  |            |            |            |  | A2 | Kanada           | 5                |                  |
|  |               |               |               |  |  | A2         | Kanada     | 3          |  |    |                  |                  |                  |
|  | A3            | Finnland      | 3             |  |  | A3         | Finnland   | 0          |  |    | Spiel um Platz 3 | Spiel um Platz 3 | Spiel um Platz 3 |
|  | B2            | Schweiz       | 0             |  |  |            |            |            |  |    | A4               | Russland         | 1                |
|  |               |               |               |  |  |            |            |            |  |    | A3               | Finnland         | 4                |

#### Viertelfinale
| 1. April 2015 16:00 (Ortszeit) | Finnland M. Karvinen (13:47) L. Välimäki (50:26) R. Lindstedt (56:49) | 3:0 (1:0, 0:0, 2:0) Spielbericht | Schweiz | Malmö Isstadion, Malmö Zuschauer: 322 |

| 1. April 2015 20:00 | Russland O. Sossina (45:30) O. Sossina (54:34) | 2:1 (0:0, 0:1, 2:0) Spielbericht | Schweden A. Borgqvist (38:48) | Malmö Isstadion, Malmö Zuschauer: 1.714 |

#### Halbfinale
| 3. April 2015 12:00 Uhr | USA B. Decker (10:03) B. Decker (14:14) M. Lamoureux (14:32) H. Knight (17:58) D. Trivigno (23:40) A. Carpenter (23:49) H. Brandt (29:22) H. Skarupa (32:20) J. Lamoureux-Davidson (34:26) E. Pfalzer (39:05) Z. Hickel (48:56) M. Keller (49:18) B. Decker (54:03) | 13:1 (4:1, 6:0, 3:0) Spielbericht | Russland I. Gawrilowa (0:44) | Malmö Isstadion, Malmö Zuschauer: 426 |

| 3. April 2015 16:00 Uhr | Kanada M.-P. Poulin (6:32) N. Spooner (40:25) N. Spooner (50:08) | 3:0 (1:0, 0:0, 2:0) Spielbericht | Finnland | Malmö Isstadion, Malmö Zuschauer: 584 |

#### Spiel um Platz 3
| 4. April 2015 12:00 Uhr | Finnland R. Lindstedt (4:35) M. Karvinen (16:46) L. Välimäki (35:39) K. Rantamäki (59:48) | 4:1 (2:0, 1:0, 1:1) Spielbericht | Russland T. Burina (51:48) | Malmö Isstadion, Malmö Zuschauer: 448 |

#### Finale
| 4. April 2015 16:00 Uhr | USA A. Pankowski (2:51) H. Knight (6:38) M. Keller (10:59) A. Schleper (17:08) H. Skarupa (27:33) B. Decker (51:42) K. Coyne (53:18) | 7:5 (4:2, 1:3, 2:0) Spielbericht | Kanada R. Johnston (12:25) M.-P. Poulin (17:47) B. Lacquette (30:03) R. Johnston (31:41) C. Ouellette (32:06) | Malmö Isstadion, Malmö Zuschauer: 1.523 |

### Statistik

#### Beste Scorerinnen
Abkürzungen: Sp = Spiele, T = Tore, V = Assists, Pkt = Punkte, +/− = Plus/Minus, SM = Strafminuten; Fett: Turnierbestwert
| Spieler                     | Team     | Sp | T | V | Pkt | +/− | SM |
| --------------------------- | -------- | -- | - | - | --- | --- | -- |
| Hilary Knight               | USA      | 5  | 7 | 5 | 12  | +8  | 6  |
| Brianna Decker              | USA      | 5  | 5 | 6 | 11  | +8  | 0  |
| Anna Borgqvist              | Schweden | 4  | 5 | 3 | 8   | +6  | 2  |
| Jocelyne Lamoureux-Davidson | USA      | 4  | 5 | 3 | 8   | +3  | 2  |
| Natalie Spooner             | Kanada   | 5  | 4 | 3 | 7   | +6  | 6  |
| Kendall Coyne               | USA      | 5  | 3 | 4 | 7   | +8  | 0  |
| Anne Schleper               | USA      | 4  | 1 | 6 | 7   | +4  | 2  |
| Monique Lamoureux           | USA      | 5  | 1 | 6 | 7   | +7  | 2  |
| Erika Grahm                 | Schweden | 4  | 4 | 2 | 6   | +7  | 2  |
| Marie-Philip Poulin         | Kanada   | 5  | 3 | 3 | 6   | +4  | 2  |

#### Beste Torhüterinnen
Abkürzungen: Sp = Spiele, Min = Eiszeit (in Minuten), SaT = Schüsse aufs Tor, GT = Gegentore, Sv% = gehaltene Schüsse (in %), GTS = Gegentorschnitt, SO = Shutouts; Fett: Turnierbestwert

| Spieler            | Team        | Sp | Min | SaT | GT | GTS  | Sv%  | SO |
| ------------------ | ----------- | -- | --- | --- | -- | ---- | ---- | -- |
| Florence Schelling | Schweiz     | 4  | 236 | 118 | 7  | 1,78 | 94,1 | 1  |
| Nana Fujimoto      | Japan       | 5  | 315 | 128 | 8  | 1,52 | 93,8 | 1  |
| Meeri Räisänen     | Finnland    | 5  | 301 | 148 | 10 | 1,99 | 93,2 | 1  |
| Alex Rigsby        | USA         | 3  | 106 | 29  | 2  | 1,13 | 93,1 | 0  |
| Ann-Renée Desbiens | Kanada      | 3  | 140 | 58  | 4  | 1,71 | 93,1 | 2  |
| Ivonne Schröder    | Deutschland | 2  | 127 | 49  | 4  | 1,89 | 93,0 | 0  |
| Sara Grahn         | Schweden    | 4  | 244 | 86  | 8  | 1,97 | 90,7 | 1  |
| Marija Sorokina    | Russland    | 4  | 175 | 86  | 8  | 2,74 | 90,7 | 0  |
| Jennifer Harß      | Deutschland | 3  | 180 | 87  | 10 | 3,33 | 88,5 | 0  |
| Geneviève Lacasse  | Kanada      | 3  | 156 | 67  | 9  | 3,46 | 86,6 | 0  |

### Abschlussplatzierungen
| Pl. | Team        |
| --- | ----------- |
| 1   | USA         |
| 2   | Kanada      |
| 3   | Finnland    |
| 4   | Russland    |
| 5   | Schweden    |
| 6   | Schweiz     |
| 7   | Japan       |
| 8   | Deutschland |

### Titel, Auf- und Abstieg
| Weltmeister USA | Alex Rigsby, Molly Schaus, Jessie Vetter – Kacey Bellamy, Megan Keller, Emily Pfalzer, Michelle Picard, Anne Schleper, Lee Stecklein – Stephanie Anderson, Hannah Brandt, Dani Cameranesi, Alex Carpenter, Kendall Coyne, Brianna Decker, Meghan Duggan, Zoe Hickel, Hilary Knight, Jocelyne Lamoureux-Davidson, Monique Lamoureux, Annie Pankowski, Haley Skarupa, Dana Trivigno Trainerstab: Ken Klee, Robb Stauber |

| Silber Kanada | Ann-Renée Desbiens, Geneviève Lacasse, Emerance Maschmeyer – Courtney Birchard, Laura Fortino, Halli Krzyzaniak, Brigette Lacquette, Jocelyne Larocque, Lauriane Rougeau, Tara Watchorn – Bailey Bram, Jessica Campbell, Emily Clark, Sarah Davis, Brianne Jenner, Rebecca Johnston, Caroline Ouellette, Marie-Philip Poulin, Jamie Lee Rattray, Jillian Saulnier, Natalie Spooner, Kelly Terry, Jennifer Wakefield Trainerstab: Doug Derraugh, Tim Bothwell |

| Bronze Finnland | Meeri Räisänen, Eveliina Suonpää, Vilma Vaattovaara – Jenni Hiirikoski, Mira Jalosuo, Anna Kilponen, Rosa Lindstedt, Eve Savander, Ronja Savolainen, Minnamari Tuominen – Jennica Haikarainen, Sari Kärnä, Michelle Karvinen, Niina Mäkinen, Emma Nuutinen, Suvi Ollikainen, Karoliina Rantamäki, Saila Saari, Vilma Tanskanen, Susanna Tapani, Noora Tulus, Riikka Välilä, Linda Välimäki Trainerstab: Pasi Mustonen, Tommi Pärmäkoski, Juuso Toivola |

| Absteiger in die Division IA:   | Deutschland |
| Aufsteiger in die Top-Division: | Tschechien  |

### Auszeichnungen
Spielertrophäen
| Auszeichnung          | Spieler          | Team     |
| --------------------- | ---------------- | -------- |
| Beste Torhüterin      | Nana Fujimoto    | Japan    |
| Beste Verteidigerin   | Jenni Hiirikoski | Finnland |
| Beste Stürmerin       | Hilary Knight    | USA      |
| Wertvollste Spielerin | Hilary Knight    | USA      |

All-Star-Team
| Angriff:      | Brianna Decker – Hilary Knight – Natalie Spooner |
| Verteidigung: | Jenni Hiirikoski – Monique Lamoureux             |
| Tor:          | Meeri Räisänen                                   |

## Division I

### Gruppe A in Rouen, Frankreich
Das Turnier der Gruppe A der Division I wurde vom 12. bis 18. April 2015 im französischen Rouen ausgetragen. Die Spielstätte des Turniers war die 1992 eröffnete Île Lacroix, die 2.747 Zuschauern Platz bietet und sonst Heimat der Dragons de Rouen ist. Den Turniersieg sicherte sich die tschechische Nationalmannschaft mit fünf Siegen aus fünf Spielen, die damit wieder in die Top-Division aufstieg. Die österreichische Mannschaft belegte als offensivstärkstes Team des Turniers den zweiten Platz.
| 12. April 2015 12:30 Uhr (Ortszeit) | Lettland | 1:5 (0:1, 1:1, 0:3) Spielbericht | Tschechien | Île Lacroix, Rouen Zuschauer: 212 |

| 12. April 2015 16:00 Uhr | Frankreich | 5:6 n. V. (0:2, 2:2, 3:1, 0:1) Spielbericht | Norwegen | Île Lacroix, Rouen Zuschauer: 2.017 |

| 12. April 2015 19:30 Uhr | Österreich | 8:2 (1:1, 2:1, 5:0) Spielbericht | Dänemark | Île Lacroix, Rouen Zuschauer: 263 |

| 13. April 2015 12:30 Uhr | Norwegen | 2:5 (1:1, 0:3, 1:1) Spielbericht | Österreich | Île Lacroix, Rouen Zuschauer: 473 |

| 13. April 2015 16:00 Uhr | Dänemark | 5:4 (2:3, 1:1, 2:0) Spielbericht | Lettland | Île Lacroix, Rouen Zuschauer: 178 |

| 13. April 2015 19:30 Uhr | Tschechien | 4:0 (0:0, 4:0, 0:0) Spielbericht | Frankreich | Île Lacroix, Rouen Zuschauer: 1.184 |

| 15. April 2015 12:30 Uhr | Norwegen | 0:3 (0:1, 0:2, 0:0) Spielbericht | Dänemark | Île Lacroix, Rouen Zuschauer: 702 |

| 15. April 2015 16:00 Uhr | Tschechien | 4:1 (3:1, 0:0, 1:0) Spielbericht | Österreich | Île Lacroix, Rouen Zuschauer: 349 |

| 15. April 2015 19:30 Uhr | Lettland | 0:7 (0:4, 0:1, 0:2) Spielbericht | Frankreich | Île Lacroix, Rouen Zuschauer: 1.515 |

| 16. April 2015 12:30 Uhr | Dänemark | 0:3 (0:1, 0:0, 0:2) Spielbericht | Tschechien | Île Lacroix, Rouen Zuschauer: 1.789 |

| 16. April 2015 16:00 Uhr | Norwegen | 2:1 (1:0, 0:1, 1:0) Spielbericht | Lettland | Île Lacroix, Rouen Zuschauer: 404 |

| 16. April 2015 19:30 Uhr | Frankreich | 2:3 (2:0, 0:3, 0:0) Spielbericht | Österreich | Île Lacroix, Rouen Zuschauer: 1.300 |

| 18. April 2015 12:30 Uhr | Österreich | 8:0 (1:0, 3:0, 4:0) Spielbericht | Lettland | Île Lacroix, Rouen Zuschauer: 185 |

| 18. April 2015 16:00 Uhr | Tschechien | 4:2 (0:0, 1:1, 3:1) Spielbericht | Norwegen | Île Lacroix, Rouen Zuschauer: 806 |

| 18. April 2015 18:30 Uhr | Dänemark | 2:3 (2:1, 0:1, 0:1) Spielbericht | Frankreich | Île Lacroix, Rouen Zuschauer: 2.222 |

| Pl. |            | Sp | S | OTS | OTN | N | Tore  | Punkte |
| 1.  | Tschechien | 5  | 5 | 0   | 0   | 0 | 20:04 | 15     |
| 2.  | Österreich | 5  | 4 | 0   | 0   | 1 | 25:10 | 12     |
| 3.  | Frankreich | 5  | 2 | 0   | 1   | 2 | 17:15 | 07     |
| 4.  | Dänemark   | 5  | 2 | 0   | 0   | 3 | 12:18 | 06     |
| 5.  | Norwegen   | 5  | 1 | 1   | 0   | 3 | 12:18 | 05     |
| 6.  | Lettland   | 5  | 0 | 0   | 0   | 5 | 06:27 | 0      |

Abkürzungen: Pl. = Platz, Sp = Spiele, S = Siege, OTS = Siege nach Verlängerung (Overtime) oder Penaltyschießen, OTN = Niederlagen nach Verlängerung oder Penaltyschießen, N = Niederlagen

Erläuterungen: Aufsteiger in die Top-Division, Absteiger in die Division IB

### Gruppe B in Peking, Volksrepublik China
Das Turnier der Gruppe B der Division I wurde vom 6. bis 12. April 2015 in der chinesischen Hauptstadt Peking ausgetragen. Die Spielstätte des Turniers war das 1968 errichtete und 2007 renovierte Hauptstadt-Hallenstadion. Den Turniersieg sicherte sich die slowakische Nationalmannschaft mit fünf Siegen aus fünf Spielen, die damit wieder in die Division I, Gruppe A aufstieg.
| 6. April 2015 13:00 Uhr (Ortszeit) | 6. April 2015 6:00 Uhr (MEZ) | Nordkorea | 1:5 (0:2, 0:1, 1:2) Spielbericht | Ungarn | Hauptstadt-Hallenstadion, Peking Zuschauer: 826 |

| 6. April 2015 16:15 Uhr | 6. April 2015 9:15 Uhr | Italien | 3:4 n. P. (2:3, 1:0, 0:0, 0:0, 0:1) Spielbericht | Slowakei | Hauptstadt-Hallenstadion, Peking Zuschauer: 857 |

| 6. April 2015 19:30 Uhr | 6. April 2015 12:30 Uhr | Niederlande | 3:2 n. P. (0:1, 1:1, 1:0, 0:0, 1:0) Spielbericht | Volksrepublik China | Hauptstadt-Hallenstadion, Peking Zuschauer: 1.196 |

| 7. April 2015 13:00 Uhr | 7. April 2015 6:00 Uhr | Ungarn | 2:1 (0:0, 1:1, 1:0) Spielbericht | Italien | Hauptstadt-Hallenstadion, Peking Zuschauer: 849 |

| 7. April 2015 16:15 Uhr | 7. April 2015 9:15 Uhr | Slowakei | 3:2 (0:1, 1:0, 2:1) Spielbericht | Niederlande | Hauptstadt-Hallenstadion, Peking Zuschauer: 839 |

| 7. April 2015 19:30 Uhr | 7. April 2015 12:30 Uhr | Volksrepublik China | 5:2 (4:1, 1:0, 0:1) Spielbericht | Nordkorea | Hauptstadt-Hallenstadion, Peking Zuschauer: 1.473 |

| 9. April 2015 13:00 Uhr | 9. April 2015 6:00 Uhr | Slowakei | 9:0 (2:0, 5:0, 2:0) Spielbericht | Nordkorea | Hauptstadt-Hallenstadion, Peking Zuschauer: 751 |

| 9. April 2015 16:15 Uhr | 9. April 2015 9:15 Uhr | Italien | 0:2 (0:1, 0:1, 0:0) Spielbericht | Niederlande | Hauptstadt-Hallenstadion, Peking Zuschauer: 648 |

| 9. April 2015 19:30 Uhr | 9. April 2015 12:30 Uhr | Volksrepublik China | 7:3 (1:1, 4:1, 2:1) Spielbericht | Ungarn | Hauptstadt-Hallenstadion, Peking Zuschauer: 1.483 |

| 11. April 2015 13:00 Uhr | 11. April 2015 6:00 Uhr | Ungarn | 0:1 (0:0, 0:1, 0:0) Spielbericht | Slowakei | Hauptstadt-Hallenstadion, Peking Zuschauer: 729 |

| 11. April 2015 16:15 Uhr | 11. April 2015 9:15 Uhr | Niederlande | 7:1 (1:0, 2:0, 4:1) Spielbericht | Nordkorea | Hauptstadt-Hallenstadion, Peking Zuschauer: 982 |

| 11. April 2015 19:30 Uhr | 11. April 2015 12:30 Uhr | Volksrepublik China | 4:3 (1:1, 0:1, 3:1) Spielbericht | Italien | Hauptstadt-Hallenstadion, Peking Zuschauer: 1.676 |

| 12. April 2015 13:00 Uhr | 12. April 2015 6:00 Uhr | Nordkorea | 2:4 (0:1, 1:0, 1:3) Spielbericht | Italien | Hauptstadt-Hallenstadion, Peking Zuschauer: 746 |

| 12. April 2015 16:15 Uhr | 12. April 2015 9:15 Uhr | Ungarn | 0:2 (0:1, 0:1, 0:0) Spielbericht | Niederlande | Hauptstadt-Hallenstadion, Peking Zuschauer: 719 |

| 12. April 2015 19:30 Uhr | 12. April 2015 12:30 Uhr | Slowakei | 4:3 (2:1, 2:0, 0:2) Spielbericht | Volksrepublik China | Hauptstadt-Hallenstadion, Peking Zuschauer: 2.093 |

| Pl. |                     | Sp | S | OTS | OTN | N | Tore  | Punkte |
| 1.  | Slowakei            | 5  | 4 | 1   | 0   | 0 | 21:08 | 14     |
| 2.  | Niederlande         | 5  | 3 | 1   | 0   | 1 | 16:06 | 11     |
| 3.  | Volksrepublik China | 5  | 3 | 0   | 1   | 1 | 21:15 | 10     |
| 4.  | Ungarn              | 5  | 2 | 0   | 0   | 3 | 10:12 | 6      |
| 5.  | Italien             | 5  | 1 | 0   | 1   | 3 | 11:14 | 4      |
| 6.  | Nordkorea           | 5  | 0 | 0   | 0   | 5 | 06:30 | 0      |

Abkürzungen: Pl. = Platz, Sp = Spiele, S = Siege, OTS = Siege nach Verlängerung (Overtime) oder Penaltyschießen, OTN = Niederlagen nach Verlängerung oder Penaltyschießen, N = Niederlagen

Erläuterungen: Aufsteiger in die Division IA, Absteiger in die Division IIA

### Auf- und Abstieg
| Absteiger in die Division IA:   | Deutschland |
| Aufsteiger in die Top-Division: | Tschechien  |
| Absteiger in die Division IB:   | Lettland    |
| Aufsteiger in die Division IA:  | Slowakei    |
| Absteiger in die Division IIA:  | Nordkorea   |
| Aufsteiger in die Division IB:  | Kasachstan  |

## Division II

### Gruppe A in Dumfries, Schottland, Großbritannien
Das Turnier der Gruppe A wurde vom 30. März bis 5. April 2015 im schottischen Dumfries ausgetragen. Die Spiele fanden im 1.000 Zuschauer fassenden Dumfries Ice Bowl statt.
| 30. März 2015 13:00 Uhr (Ortszeit) | Kroatien | 3:10 (2:1, 1:4, 0:5) Spielbericht | Polen | Ice Bowl, Dumfries Zuschauer: 450 |

| 30. März 2015 16:30 Uhr | Südkorea | 0:2 (0:0, 0:1, 0:1) Spielbericht | Kasachstan | Ice Bowl, Dumfries Zuschauer: 175 |

| 30. März 2015 20:00 Uhr | Großbritannien | 8:1 (3:0, 2:0, 3:1) Spielbericht | Neuseeland | Ice Bowl, Dumfries Zuschauer: 360 |

| 31. März 2015 13:00 Uhr | Kasachstan | 4:1 (2:0, 1:1, 1:0) Spielbericht | Polen | Ice Bowl, Dumfries Zuschauer: 483 |

| 31. März 2015 16:30 Uhr | Neuseeland | 2:4 (1:1, 1:1, 0:2) Spielbericht | Kroatien | Ice Bowl, Dumfries Zuschauer: 189 |

| 31. März 2015 20:00 Uhr | Großbritannien | 3:1 (2:1, 1:0, 0:0) Spielbericht | Südkorea | Ice Bowl, Dumfries Zuschauer: 362 |

| 2. April 2015 13:00 Uhr | Kasachstan | 10:0 (4:0, 2:0, 4:0) Spielbericht | Neuseeland | Ice Bowl, Dumfries Zuschauer: 247 |

| 2. April 2015 16:30 Uhr | Südkorea | 4:3 n. P. (0:1, 3:1, 0:1, 0:0, 1:0) Spielbericht | Polen | Ice Bowl, Dumfries Zuschauer: 146 |

| 2. April 2015 20:00 Uhr | Großbritannien | 8:1 (0:1, 5:0, 3:0) Spielbericht | Kroatien | Ice Bowl, Dumfries Zuschauer: 303 |

| 4. April 2015 13:00 Uhr | Neuseeland | 0:3 (0:1, 0:2, 0:0) Spielbericht | Südkorea | Ice Bowl, Dumfries Zuschauer: 193 |

| 4. April 2015 16:30 Uhr | Kroatien | 1:12 (0:5, 0:5, 1:2) Spielbericht | Kasachstan | Ice Bowl, Dumfries Zuschauer: 215 |

| 4. April 2015 20:00 Uhr | Polen | 0:4 (0:1, 0:0, 0:3) Spielbericht | Großbritannien | Ice Bowl, Dumfries Zuschauer: 723 |

| 5. April 2015 13:00 Uhr | Südkorea | 13:0 (2:0, 6:0, 5:0) Spielbericht | Kroatien | Ice Bowl, Dumfries Zuschauer: 103 |

| 5. April 2015 16:30 Uhr | Polen | 3:2 n. P. (0:2, 1:0, 1:0, 0:0, 1:0) Spielbericht | Neuseeland | Ice Bowl, Dumfries Zuschauer: 152 |

| 5. April 2015 20:00 Uhr | Kasachstan | 2:0 (0:0, 1:0, 1:0) Spielbericht | Großbritannien | Ice Bowl, Dumfries Zuschauer: 718 |

| Pl. |                | Sp | S | OTS | OTN | N | Tore  | Punkte |
| 1.  | Kasachstan     | 5  | 5 | 0   | 0   | 0 | 30:02 | 15     |
| 2.  | Großbritannien | 5  | 4 | 0   | 0   | 1 | 23:05 | 12     |
| 3.  | Südkorea       | 5  | 2 | 1   | 0   | 2 | 21:08 | 8      |
| 4.  | Polen          | 5  | 1 | 1   | 1   | 2 | 17:17 | 6      |
| 5.  | Kroatien       | 5  | 1 | 0   | 0   | 4 | 09:45 | 3      |
| 6.  | Neuseeland     | 5  | 0 | 0   | 1   | 4 | 05:28 | 1      |

Abkürzungen: Pl. = Platz, Sp = Spiele, S = Siege, OTS = Siege nach Verlängerung (Overtime) oder Penaltyschießen, OTN = Niederlagen nach Verlängerung oder Penaltyschießen, N = Niederlagen

Erläuterungen: Aufsteiger in die Division IB, Absteiger in die Division IIB

### Gruppe B in Jaca, Spanien
Das Turnier der Gruppe A wurde vom 7. bis 13. März 2015 im spanischen Jaca ausgetragen. Die Spiele fanden im 3.579 Zuschauer fassenden Pabellón de Hielo  statt.
| 7. März 2015 13:00 Uhr (Ortszeit) | Mexiko | 1:2 n. P. (0:0, 1:0, 0:1, 0:0, 0:1) Spielbericht | Island | Pabellón de Hielo, Jaca Zuschauer: 200 |

| 7. März 2015 16:30 Uhr | Slowenien | 13:2 (8:1, 1:0, 4:1) Spielbericht | Belgien | Pabellón de Hielo, Jaca Zuschauer: 250 |

| 7. März 2015 20:00 Uhr | Spanien | 4:1 (0:1, 3:0, 1:0) Spielbericht | Australien | Pabellón de Hielo, Jaca Zuschauer: 1.500 |

| 8. März 2015 13:00 Uhr | Belgien | 0:5 (0:3, 0:1, 0:1) Spielbericht | Mexiko | Pabellón de Hielo, Jaca Zuschauer: 65 |

| 8. März 2015 16:30 Uhr | Australien | 0:3 (0:3, 0:0, 0:0) Spielbericht | Island | Pabellón de Hielo, Jaca Zuschauer: 135 |

| 8. März 2015 20:00 Uhr | Slowenien | 3:1 (1:1, 2:0, 0:0) Spielbericht | Spanien | Pabellón de Hielo, Jaca Zuschauer: 1.000 |

| 10. März 2015 13:00 Uhr | Australien | 3:0 (1:0, 1:0, 1:0) Spielbericht | Belgien | Pabellón de Hielo, Jaca Zuschauer: 120 |

| 10. März 2015 16:30 Uhr | Slowenien | 0:3 (0:1, 0:0, 0:2) Spielbericht | Mexiko | Pabellón de Hielo, Jaca Zuschauer: 87 |

| 10. März 2015 20:00 Uhr | Spanien | 5:4 n. P. (2:0, 1:0, 1:4, 0:0, 1:0) Spielbericht | Island | Pabellón de Hielo, Jaca Zuschauer: 600 |

| 12. März 2015 13:00 Uhr | Island | 2:7 (1:0, 0:3, 1:4) Spielbericht | Slowenien | Pabellón de Hielo, Jaca Zuschauer: 110 |

| 12. März 2015 16:30 Uhr | Mexiko | 1:3 (1:0, 0:2, 0:1) Spielbericht | Australien | Pabellón de Hielo, Jaca Zuschauer: 218 |

| 12. März 2015 20:00 Uhr | Belgien | 0:3 (0:0, 0:0, 0:3) Spielbericht | Spanien | Pabellón de Hielo, Jaca Zuschauer: 650 |

| 13. März 2015 13:00 Uhr | Australien | 1:5 (0:1, 0:4, 1:0) Spielbericht | Slowenien | Pabellón de Hielo, Jaca Zuschauer: 100 |

| 13. März 2015 16:30 Uhr | Island | 2:3 n. V. (0:0, 1:2, 1:0, 0:1) Spielbericht | Belgien | Pabellón de Hielo, Jaca Zuschauer: 150 |

| 13. März 2015 20:00 Uhr | Spanien | 2:3 (1:1, 0:0, 1:2) Spielbericht | Mexiko | Pabellón de Hielo, Jaca Zuschauer: 1.300 |

| Pl. |            | Sp | S | OTS | OTN | N | Tore  | Punkte |
| 1.  | Slowenien  | 5  | 4 | 0   | 0   | 1 | 28:09 | 12     |
| 2.  | Mexiko     | 5  | 3 | 0   | 1   | 1 | 13:07 | 10     |
| 3.  | Spanien    | 5  | 2 | 1   | 0   | 2 | 15:11 | 8      |
| 4.  | Island     | 5  | 1 | 1   | 2   | 1 | 13:16 | 6      |
| 5.  | Australien | 5  | 2 | 0   | 0   | 3 | 08:13 | 6      |
| 6.  | Belgien    | 5  | 0 | 1   | 0   | 4 | 05:26 | 2      |

Abkürzungen: Pl. = Platz, Sp = Spiele, S = Siege, OTS = Siege nach Verlängerung (Overtime) oder Penaltyschießen, OTN = Niederlagen nach Verlängerung oder Penaltyschießen, N = Niederlagen

Erläuterungen: Aufsteiger in die Division IIA, Absteiger in die Qualifikation zur Division IIB

### Auf- und Abstieg
| Absteiger in die Division IIA:                   | Nordkorea  |
| Aufsteiger in die Division IB:                   | Kasachstan |
| Absteiger in die Division IIB:                   | Neuseeland |
| Aufsteiger in die Division IIA:                  | Slowenien  |
| Absteiger in die Qualifikation zur Division IIB: | Belgien    |
| Aufsteiger in die Division IIB:                  | Türkei     |

## Qualifikation zur Division IIB
Die Qualifikation zur Gruppe B der Division II wurde vom 18. bis 21. Februar 2015 in Hongkong ausgetragen. Die Spiele fanden im Mega Ice im Stadtteil Kowloon, der einzigen IIHF-zertifizierten Eisfläche der Stadt, statt.
Das Turnier gewann die türkische Mannschaft, die sich mit drei Siegen aus drei Spielen durchsetzte und damit in die Division II, Gruppe B zurückkehrte.
| 18. Februar 2015 15:00 Uhr (Ortszeit) | 18. Februar 2015 8:00 Uhr (MEZ) | Bulgarien | 3:11 (2:3, 0:5, 1:3) Spielbericht | Türkei | Mega Ice, Kowloon Zuschauer: 338 |

| 18. Februar 2015 18:30 Uhr | 18. Februar 2015 11:30 Uhr | Südafrika | 3:4 (1:1, 0:2, 2:1) Spielbericht | Hongkong | Mega Ice, Kowloon Zuschauer: 418 |

| 19. Februar 2015 15:00 Uhr | 19. Februar 2015 8:00 Uhr | Südafrika | 6:0 (1:0, 1:0, 4:0) Spielbericht | Bulgarien | Mega Ice, Kowloon Zuschauer: 448 |

| 19. Februar 2015 18:30 Uhr | 19. Februar 2015 11:30 Uhr | Türkei | 4:1 (1:0, 1:0, 2:1) Spielbericht | Hongkong | Mega Ice, Kowloon Zuschauer: 505 |

| 21. Februar 2015 15:00 Uhr | 21. Februar 2015 8:00 Uhr | Hongkong | 5:1 (1:1, 2:0, 2:0) Spielbericht | Bulgarien | Mega Ice, Kowloon Zuschauer: 480 |

| 21. Februar 2015 18:30 Uhr | 21. Februar 2015 11:30 Uhr | Türkei | 8:4 (3:0, 5:2, 0:2) Spielbericht | Südafrika | Mega Ice, Kowloon Zuschauer: 476 |

| Pl. |           | Sp | S | OTS | OTN | N | Tore  | Punkte |
| 1.  | Türkei    | 3  | 3 | 0   | 0   | 0 | 23:08 | 9      |
| 2.  | Hongkong  | 3  | 2 | 0   | 0   | 1 | 10:08 | 6      |
| 3.  | Südafrika | 3  | 1 | 0   | 0   | 2 | 13:12 | 3      |
| 4.  | Bulgarien | 3  | 0 | 0   | 0   | 3 | 04:22 | 0      |

Abkürzungen: Pl. = Platz, Sp = Spiele, S = Siege, OTS = Siege nach Verlängerung (Overtime) oder Penaltyschießen, OTN = Niederlagen nach Verlängerung oder Penaltyschießen, N = Niederlagen

Erläuterungen: Aufsteiger in die Division IIB

### Auf- und Abstieg
| Absteiger in die Qualifikation zur Division IIB: | Belgien |
| Aufsteiger in die Division IIB:                  | Türkei  |